# جرج دانیلز (بازیکن فوتبال، زاده ۱۹۱۲)
جرج دانیلز (انگلیسی: George Daniels؛ ۱۹۱۲ – ۱۹۸۴) بازیکن فوتبال اهل بریتانیا بود.
از باشگاه‌هایی که در آن بازی کرده‌است می‌توان به باشگاه فوتبال استوک سیتی، باشگاه فوتبال کریستال پالاس، باشگاه فوتبال لیدز یونایتد، باشگاه فوتبال آلترینچام، باشگاه فوتبال هارتل پول یونایتد، باشگاه فوتبال تورکی یونایتد، و باشگاه فوتبال کارلایل یونایتد اشاره کرد.